# Nina Sandt

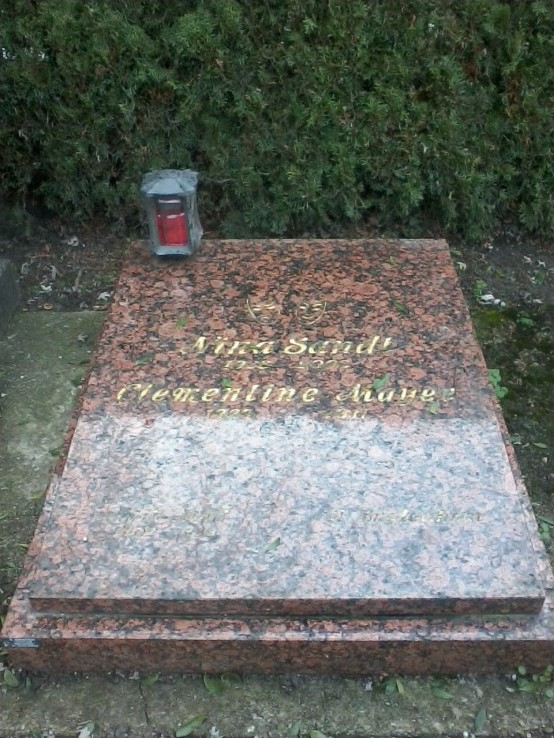
Grabstätte von Nina Sandt

Nina Sandt (* 8. Juli 1928 in Berlin; † April 2003 in Wien) war eine deutsch-österreichische Filmschauspielerin.

## Leben
Die Tochter eines Theaterdirektors und einer Sängerin stand schon als Kind auf der Bühne und ließ sich am Max Reinhardt Seminar zur Schauspielerin ausbilden. Sie war in zweiter Ehe mit dem Filmproduzenten Otto Dürer verheiratet und wurde unter anderem durch von ihrem Mann produzierte Filme wie Im Prater blüh’n wieder die Bäume (1958), Geständnis einer Sechzehnjährigen (1961) und Skandal in Ischl (1957) bekannt. In ihrer späten Laufbahn spielte sie in Holocaust – Die Geschichte der Familie Weiss die Rolle der Frau Helms, der Mutter von Inga Helms, gespielt von Meryl Streep.
Ihre letzte Ruhestätte befindet sich im Urnenhain des Stadtpfarrfriedhofes in Baden bei Wien (Gruppe 0 / Nummer 14).

## Filmografie (Auswahl)
- 1950: Cordula
- 1950: Gruß und Kuß aus der Wachau
- 1951: Maria Theresia
- 1954: Weg in die Vergangenheit
- 1955: Die Wirtin zur Goldenen Krone
- 1956: Liebe, die den Kopf verliert
- 1956: Wo die Lerche singt
- 1957: Skandal in Ischl
- 1958: Im Prater blüh’n wieder die Bäume
- 1958: Frauensee
- 1961: Geständnis einer Sechzehnjährigen
- 1964: Das Kriminalmuseum – Der Füllfederhalter
- 1968: Lucrezia Borgia – Die Tochter des Papstes
- 1973: Der Kommissar – Das Komplott
- 1974: Hallo – Hotel Sacher … Portier!
- 1977: Oh lala – Die kleinen Blonden sind da
- 1978: Holocaust – Die Geschichte der Familie Weiss
- 1986: Der Fall Franza